# Meurtre de Kelyan Nsan Nwet
Le meurtre de Kelyan Nsan Nwet est un homicide volontaire commis dans le 19e arrondissement de Paris par trois fumeurs de crack, qui ont détroussé puis tué un jeune homme autiste de 22 ans, avant d'abandonner son corps sous la station de métro Jaurès. Jugés aux assises en 2023, les trois meurtriers sont condamnés à une quinzaine d'années de prison.
La mort de Kelyan suscite une marche blanche, puis des tensions entre riverains et toxicomanes.

## Déroulé

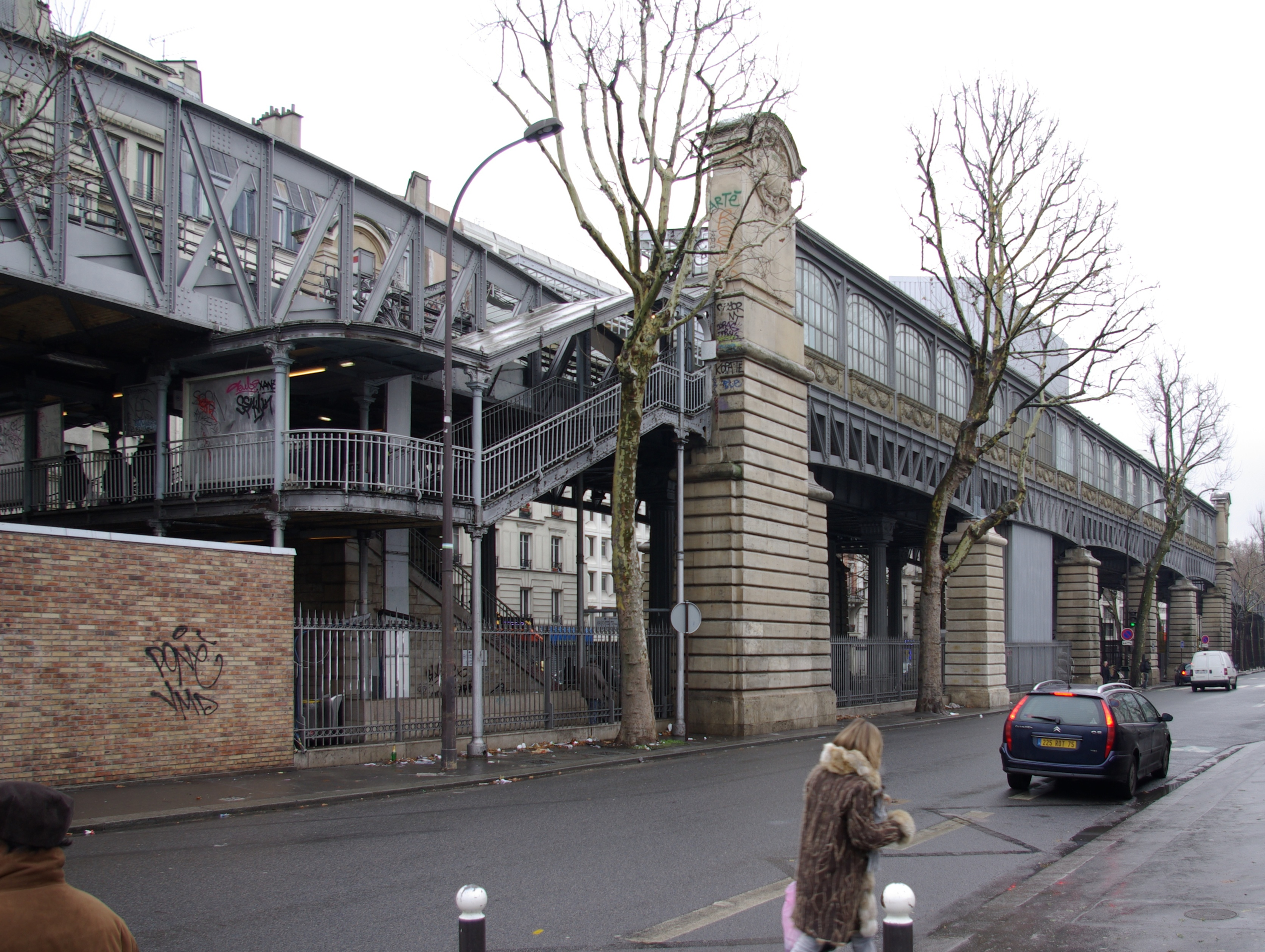
La station de métro Jaurès, où a été retrouvé le corps de Kelyan.

Kelyan est un jeune homme autiste dépendant avec un handicap mental dû au syndrome de Wiedemann Steiner. Il est placé sous tutelle.
Le 4 juillet 2021, il est signalé disparu. En effet, c'est le soir du 8 juillet à 22 heures, en rentrant de leur travail, que ses parents découvrent qu'il a disparu. Ils se rendent au commissariat de police à 23 heures, après l'avoir vainement recherché dans leur quartier. La police refuse de prendre leur déclaration, répondant que Kelyan est majeur et qu'il faut attendre 72 heures pour signaler une disparition. Félicité et James Nsan-Nwet, les parents de Kelyan, retournent au commissariat trois heures plus tard et insistent en précisant que leur fils n'est pas autonome. Ils déclarent que leur inquiétude n'est pas prise au sérieux, les policiers leur répondant que Kelyan est sans doute parti jouer avec des copains.
Le lendemain, ils « supplient » les fonctionnaires ; après un appel téléphonique, les agents finissent par prendre en compte la disparition inquiétante. Les parents de Kelyan déplorent un « manque de réactivité de la police » lorsque la disparition est signalée,, estimant qu'une recherche plus rapide aurait pu éviter le meurtre de leur fils.
Le 8 juillet 2021 au soir, le corps de Kelyan est retrouvé allongé sur le dos vêtu d’un tee-shirt et d’un caleçon dans un squat. Il s'agit d'un cabanon ou d'une tente, situé près de la station de métro Jaurès, servant de repaire à des toxicomanes. Le corps ne présente pas de traces de violences, une recherche des causes de la mort s'ensuit.
Une enquête de voisinage auprès des toxicomanes qui fréquentent ce lieu permet d'identifier un suspect. Le 18 juillet 2021, un homme de 31 ans est retrouvé, mis en examen pour homicide volontaire et placé en détention provisoire,.
Une marche blanche est organisée sur initiative de l'association All Inclusive en la mémoire de Kelyan ce même jour un dimanche, dans l'après-midi ; elle rassemble 200 personnes,.

## Procès
Les trois coupables sont jugés en cour d'assises en 2024, pour « vol avec violence ayant entraîné la mort de la victime ». Il s'agit de Maodo F. (36 ans), Ibrahim D. (25 ans) et Justine T. (25 ans). Ils encourent la prison à perpétuité. Maodo F. est présumé être le principal responsable du meurtre ; tombé dans l'addiction au crack depuis plusieurs années, il déclare vouloir rentrer dans son pays de naissance, le Sénégal.
Le parcours de Justine T., ancienne championne de tennis qui n'a pas pu jouer en international faute de moyens et qui est tombée ensuite dans la dépendance au crack, est détaillé lors de ce procès. Le procès est marqué par des tentatives récurrente des trois accusés d'échapper à leurs responsabilités.
Le 23 février 2024, les trois coupables sont condamnés à des peines allant de 10 à 17 ans de prison,. Justine T. est condamnée à dix ans de prison incluant cinq ans de suivi socio-judiciaire, en raison d'un fort risque de récidive.

## Conséquences de la mort de Kelyan
Cette affaire entraîne des tensions entre les consommateurs de cracks et les riverains, avec des expéditions punitives en juillet 2021. Une bagarre éclate notamment dans la nuit du 9 au 10 juillet 2021 pour « venger Kelyan ».